# Dans ur "Surcouf"
Dans ur "Surcouf" är en svensk film från 1908. 
Filmen premiärvisades 29 maj 1908 på biografen Apollo i Stockholm. Filmen spelades av Walfrid Bergström. Dansnumret var hämtat ur Robert Planquettes operett Surcouf. Hela filmen är filmad i en enda tagning utan klipp.  

## Roller i urval
- Inga Berentz - Flageolet
- Axel Ringvall - Gargousse